# Олімпійський парк Вістлера

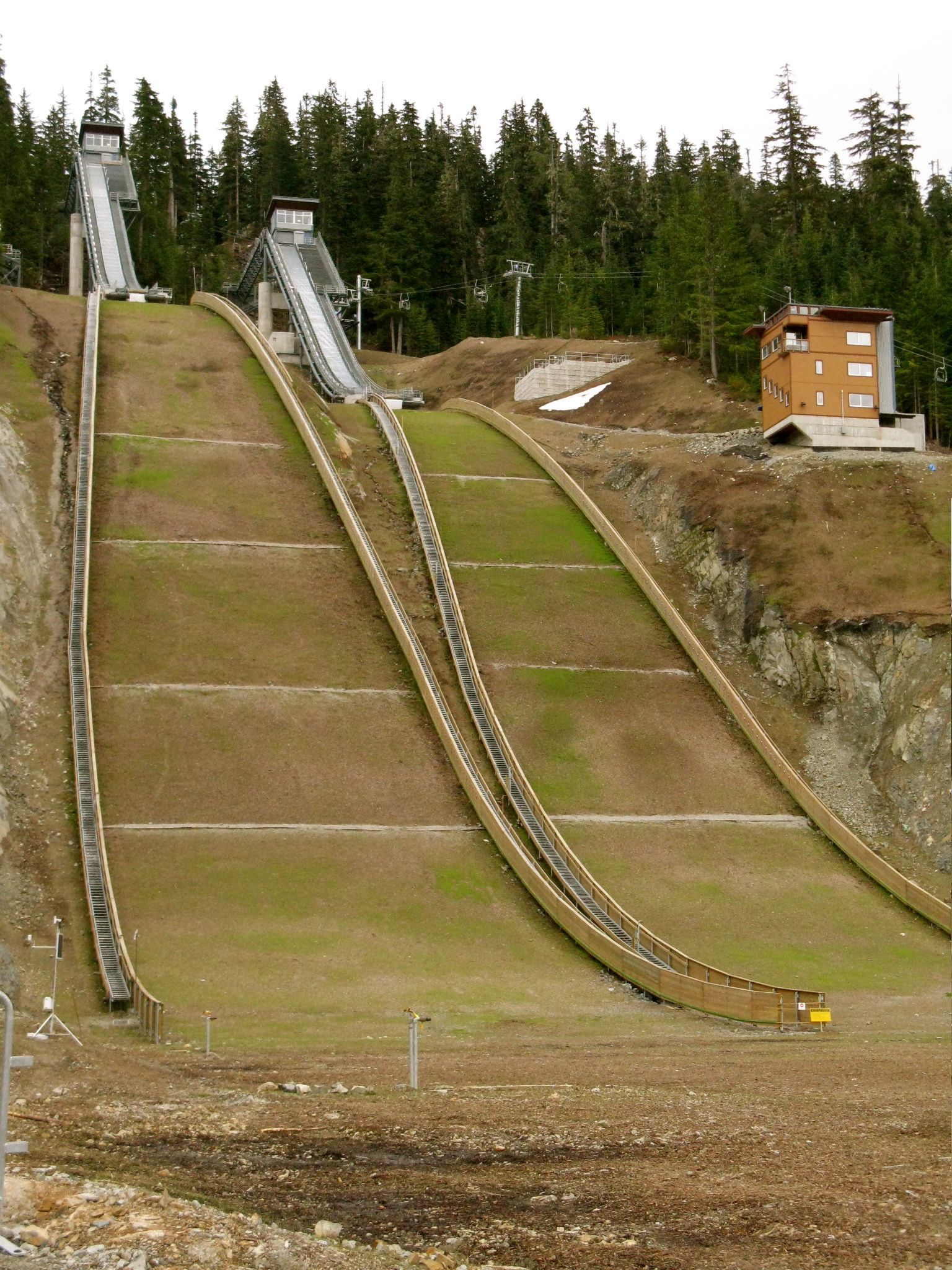
Олімпійському парку Вістлера: два трампліни для стрибків на лижах

Олімпійському парку Вістлера (англ. Whistler Olympic Park) — арена на якій будуть проводитись змагання під час Зимових Олімпійських ігор 2010 у Ванкувері. Розташована у курортному містечку Вістлер, Британська Колумбія. Під час Олімпіади на йому проводились змагання з біатлону, лижних перегонів, лижного двоборства та стрибків з трампліна. Арена складається з трьох стадіонів загальною місткістю 10 000 глядачів. 
Всього було побудовано 14 кілометрів біатлонних трас, два трампліни ((HS 106 та HS 140 метрів), до 25 кілометрів бігових трас. Загалом було витрачено 100 млн доларів США на побудову об’єкта.
Офіційне відкриття Олімпійському парку Вістлера відбулось 22 листопада 2008 року . Перше змагання світового рівня, етап Кубку світу, у дисциплінах лижні перегони та лижне двоборство пройшли 15-18 січня 2009 року . Згодом, 22-25 січня 2009 року на арені пройшли змагання Етапу Кубка світу з стрибків на лижах.         